# François Joseph Westermann
François Joseph Westermann (5 de setembro de 1751 – 5 de abril de 1794) foi um general francês das Guerras Revolucionárias e figura política da Revolução Francesa.

## Biografia

### Carreira
Nascido em Molsheim (Bas-Rhin), François Joseph Westermann soldado desde sua infância (fato citado em seu julgamento e perfeitamente descrito no livro de Topino Lebrun sobre o processo de Danton, na página 14), mas logo deixou o serviço e foi para Paris (fato a ser confirmado, pois se tornou General de Brigada (ver. Topino Lebrun. p. 14). Ele era um entusiasta da Revolução, e em 1790 tornou-se greffier do município de Haguenau. Depois de uma breve prisão sob a acusação de incitar motins em Haguenau, voltou a Paris, onde se juntou Georges Danton desempenhando um papel importante no ataque às Tulherias em 10 de agosto 1792.
Ele acompanhou Charles François Dumouriez em suas campanhas com o Exército do Norte, e ajudou-o em suas negociações com os Habsburgos, sendo preso como cúmplice após a deserção do general. Denunciado por Jean-Paul Marat à Convenção Nacional, Westermann conseguiu provar sua inocência, e foi enviado com a patente de general de brigada para sufocar a revolta na Vendeia.

### Revolta da Vendeia e morte
Westermann distinguiu-se pela sua extraordinária coragem, manobras ousadas e tratamento severo dos insurgentes. Depois de sofrer uma derrota em Châtillon, ele derrotou os Vendéens em Beaupréau, Laval, Granville, e Baugé, e em dezembro de 1793 aniquilou totalmente o exército insurgente em Le Mans e Savenay.
Em um documento polêmico, cuja autenticidade é contestada, Westermann supostamente escreveu ao Comitê de Salvação Pública:
"Não há mais Vendeia, cidadãos republicanos. Ela morreu sob a nossa espada livre, com suas mulheres e seus filhos. Acabou enterrada nos pântanos e bosques de Savenay. Seguindo as ordens que vocês me deram, eu esmaguei crianças sob os cascos dos cavalos e massacrei as mulheres, as quais pelo menos não vão mais suportar bandidos. Eu não tenho um único prisioneiro a me censurar. Exterminei todos eles …"
Alguns historiadores acreditam que esta carta nunca existiu. A rebelião ainda não tinha terminado, e havia vários milhares de prisioneiros vivos detidos pelas forças de Westerman, quando a carta foi supostamente escrita. A morte de civis também teria sido uma explícita violação das ordens da Convenção à Westermann.
Depois de sua vitória, ele foi convocado a Paris, onde, por ser amigo e partidário de Georges Danton, ele foi proscrito assim como outros partidários de Danton, sendo posteriormente guilhotinado.
Ele foi representado por Jacques Villeret no filme 1983 Danton.